# Palus Somni
Le Palus Somni (en latin : Marais du sommeil) est une petite mare lunaire située à la limite nord-ouest de la Mare Tranquillitatis et du Sinus Concordiae. Juste sur son bord oriental s'élève le cratère Proclus (en) à l'albédo bien visible.
Le Palus Somni possède une surface composée de crêtes basses et des îlots rocheux sur terrain plat. Quelques cratères secondaires parsèment son terrain.
Les coordonnées sélénographiques de cette mare lunaire sont 14,017, 45. Le Palus Somni a un diamètre de 143 km de large et une profondeur de près de 3 kilomètres.